# Canindé
Canindé este un oraș în statul Ceará (CE) din Brazilia.